# 에른스트 루트비히 폰 헤센 대공
에른스트 루트비히(독일어: Ernst Ludwig, 본명: 에른스트 루트비히 카를 알브레히트 빌헬름(Ernst Ludwig Karl Albrecht Wilhelm), 1868년 11월 25일 ~ 1937년 10월 9일)는 헤센 대공국의 마지막 대공(재위: 1892년 3월 13일 ~ 1918년 11월 9일)이자 명목상 헤센 대공(재위: 1918년 11월 9일 ~ 1937년 10월 9일)이다.

## 생애
1868년 다름슈타트에서 헤센 대공 루트비히 4세와 영국 공주 알리체 사이의 2남 5녀 중 장남으로 태어났다. 그는 어린 시절에 남동생이 사고로 사망하고 어머니와 막내 여동생을 디프테리아로 잃는 아픔을 겪었다.
1892년에는 아버지의 뒤를 이어 헤센 대공으로 즉위했고, 2년 뒤인 1894년에는 외삼촌 알프레트의 딸인 빅토리아 멜리타와 결혼했다. 두 사람은 슬하에 딸 하나를 두었고, 1901년 이혼했다.
빅토리아 멜리타와의 사이에서 태어난 딸 엘리자베트는 1903년에 장티푸스로 요절했다. 에른스트 루트비히는 1905년 졸름호엔졸름리히 후작의 딸 엘레오노레와 재혼했다. 1918년 독일 제국이 제1차 세계 대전에서 패전하면서 헤센 대공국은 소멸되었고 에른스트 루트비히 또한 대공 지위를 잃었다. 1937년 헤센 주에서 사망했다.

## 자녀
작센코부르크고타의 빅토리아 멜리타 (1894년 결혼, 1901년 이혼)
| 사진 | 이름                        | 생일            | 사망                   | 기타  |
| ---- | --------------------------- | --------------- | ---------------------- | ----- |
|      | 헤센다름슈타트의 엘리자베트 | 1895년 3월 11일 | 1903년 11월 16일 (8세) | 요절. |

엘레오노레 추 졸름호엔졸름리히 (1905년 결혼)
| 사진 | 이름                                | 생일             | 사망                    | 기타                                                |
| ---- | ----------------------------------- | ---------------- | ----------------------- | --------------------------------------------------- |
|      | 게오르크 도나투스 폰 헤센다름슈타트 | 1906년 11월 8일  | 1937년 11월 16일 (31세) | 명목상 헤센 대공, 가족들과 함께 비행기 사고로 사망. |
|      | 루트비히 폰 헤센다름슈타트          | 1908년 11월 20일 | 1968년 5월 20일 (59세)  | 명목상 헤센 대공, 자녀 없음.                        |